# Retalhuleu megye
Retalhuleu Guatemala egyik megyéje. Az ország délnyugati részén terül el. Székhelye Retalhuleu.

## Földrajz
Az ország délnyugati részén elterülő megye északnyugaton San Marcos, északon Quetzaltenango, keleten Suchitepéquez megyékkel, míg délen és délnyugaton a Csendes-óceánnal határos.

## Népesség
Ahogy egész Guatemalában, a népesség növekedése Retalhuleu megyében is gyors. A változásokat szemlélteti az alábbi táblázat:
| Év             | Lakosság |
| -------------- | -------- |
| 1981           | 150 923  |
| 1994           | 188 764  |
| 2002           | 241 411  |
| 2014 (becsült) | 325 556  |

### Nyelvek
2011-ben a lakosság 9,4%-a beszélte a mam, 4,8%-a a kicse, 0,1%-a a kekcsi és 0,5%-a a kakcsikel nyelvet.

## Képek

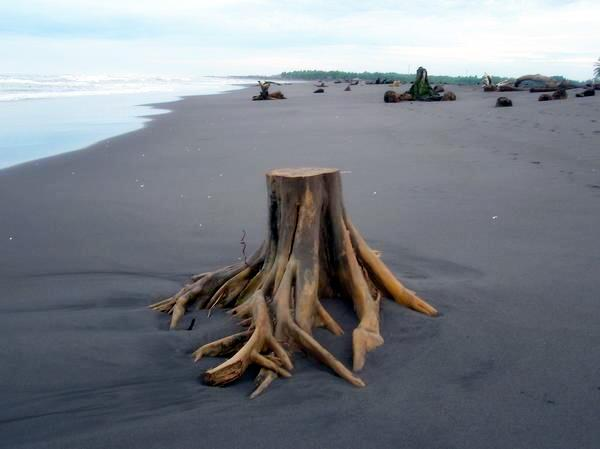
A champericói tengerpart
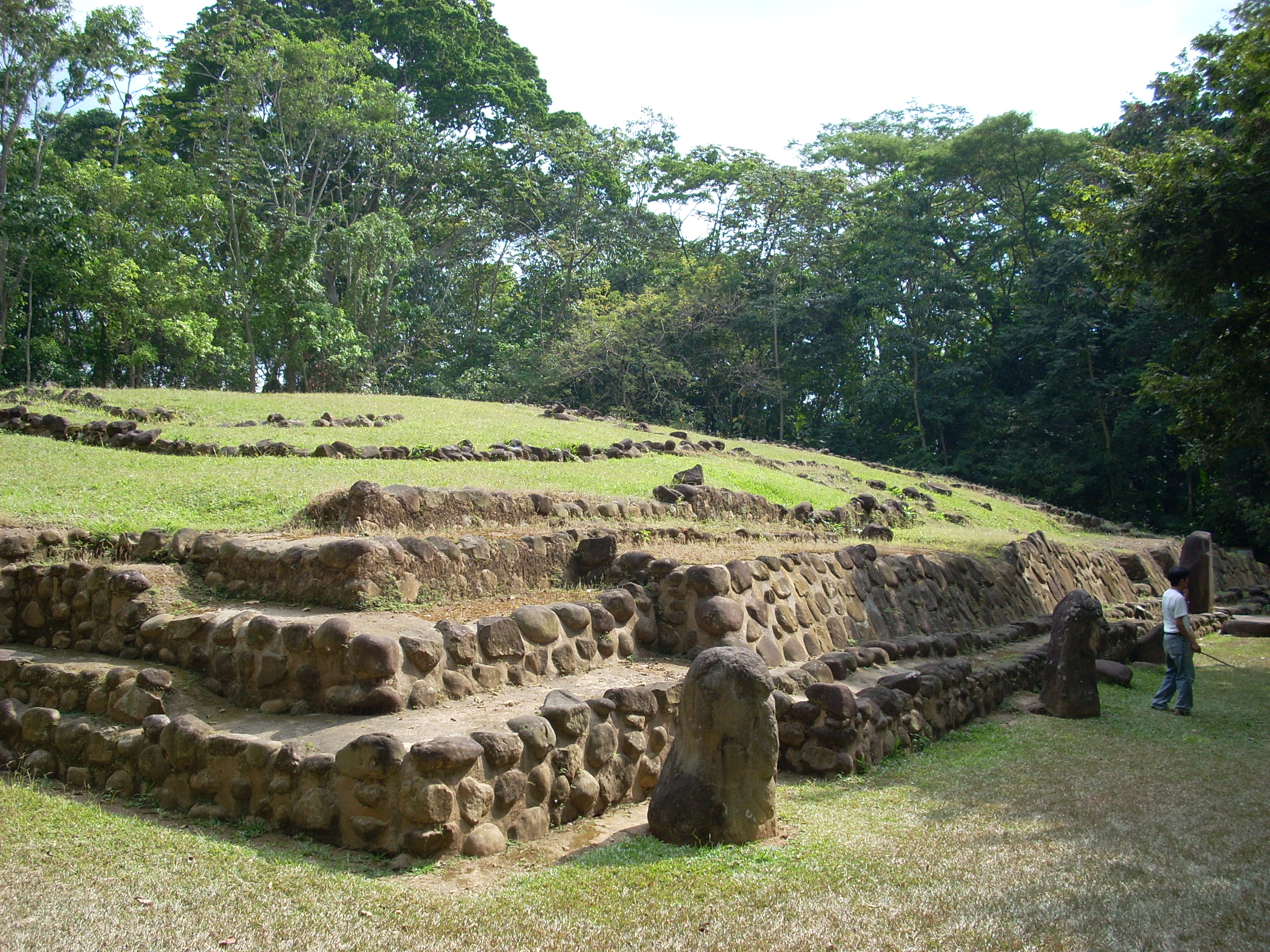
A Takalik Abaj régészeti lelőhely
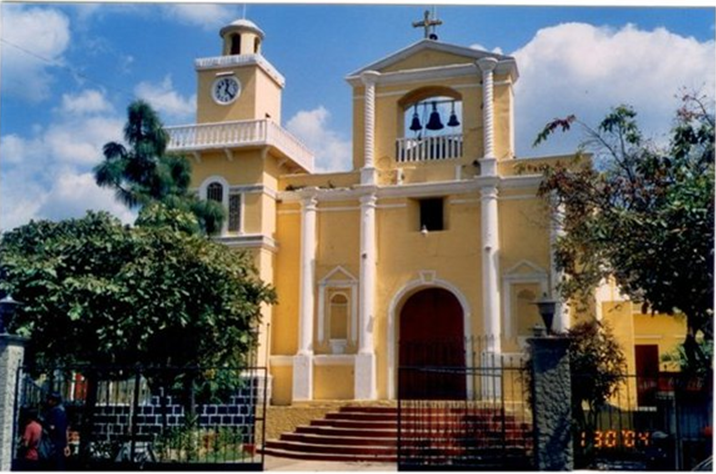
A San Felipe-i templom
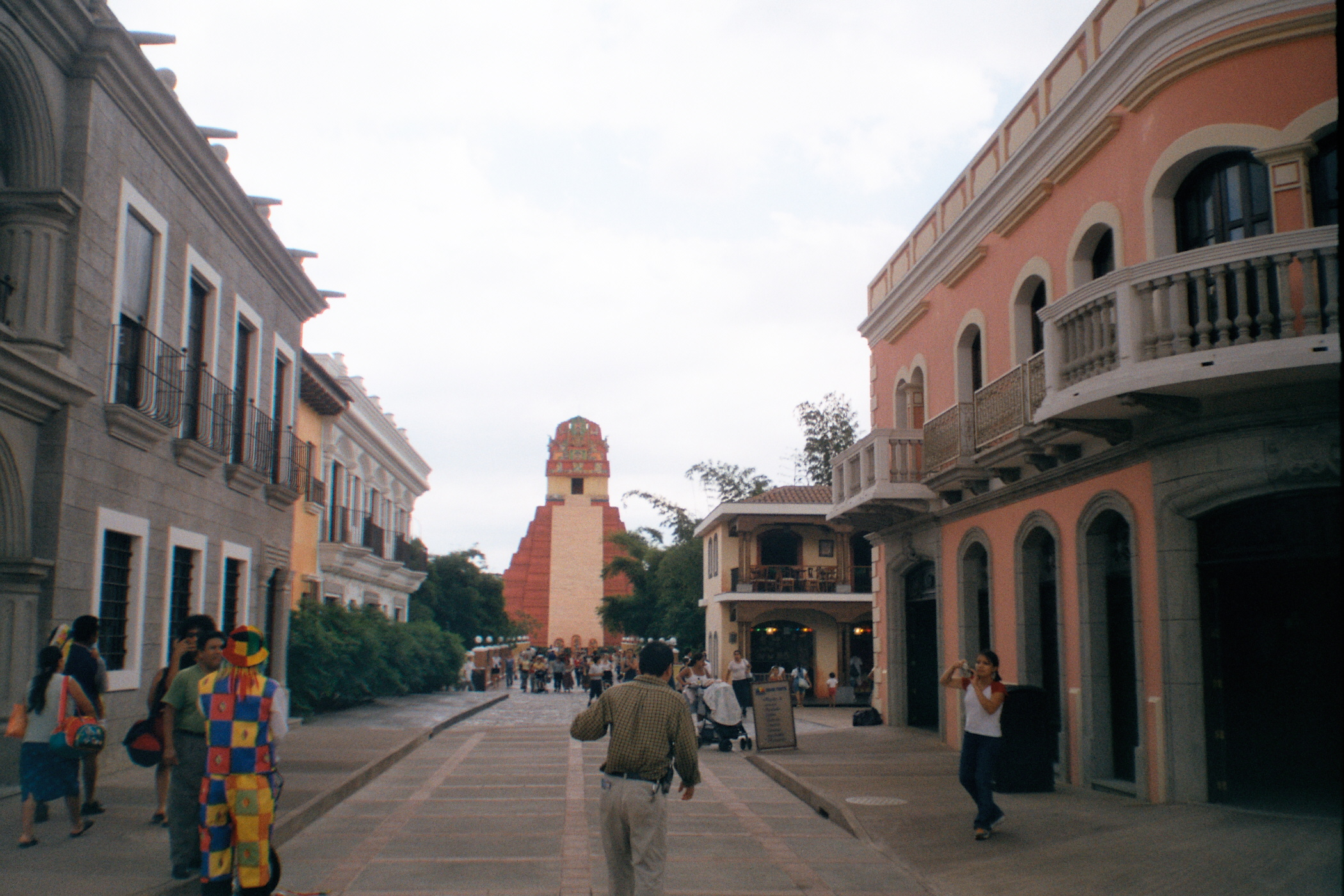
San Martín Zapotitlán